# تكون الحيوانات المنوية في المختبر
تكون الحيوانات المنوية في المختبر هي عملية خلق الجاميت الذكرية (السبيرماتوزون) خارج الجسم ضمن أنظمة الزرع. قد تُعد هذه العملية مفيدة للحفاظ على الخصوبة، وعلاج العقم وإيجاد فهم أفضل لتكون الحيوانات المنوية على المستوى الخلوي والجزيئي.
يُعد تكون الحيوانات المنوية عملية شديدة التعقيد وتترافق عملية إعادة بنائها اصطناعيًا في المختبر مع العديد من التحديات. تشمل هذه التحديات كلًا من خلق البيئة الميكروية المماثلة لتلك الموجودة في الخصيتين بالإضافة إلى دعم الإشارات الصماوية ونظيرة الصماوية وضمان بقاء الخلايا الجسمية والمنتشة من الخلايا الجذعية المكونة للحيوانات المنوية (إس إس سي إس) حتى السبيرماتوزون الناضجة.
يمكن استخدام مختلف أنظمة الزرع في هذه العملية مثل أنظمة زرع الخلايا المعزولة، وأنظمة الزرع المجزئة وأنظمة الزرع ثلاثية الأبعاد.

## الآثار المستقبلية

### العلمية
توفر القدرة على إعادة تكوين الحيوانات المنوية في المختبر فرصة فريدة لدراسة هذه العملية الحيوية بطريقة بحثية أسرع وأقل تكلفة في غالبية الأوقات مقارنة بالأعمال البحثية في الجسم الحي. غالبًا ما تسهل عملية المراقبة والرصد في المختبر، إذ تكون الخلايا المستهدفة معزولة وغير متحركة. تشمل الميزات الأخرى للأبحاث المطبقة في المختبر سهولة تغيير العوامل البيئية ومراقبتها. تسمح أبحاث المختبر أيضًا باستكشاف العديد من التقنيات غير العملية أو غير الممكنة في الجسم الحي.
لا يخلو العمل في المختبر من تحدياته الخاصة. على سبيل المثال، يفتقر البحث إلى البنية الطبيعية التي توفرها الأنسجة في الجسم الحي، ويفتقر بالتالي إلى الاتصالات الخلوية ذات الأهمية المحتملة لوظيفة النسيج.

### السريرية
على الرغم من عدم تطابق تكون الحيوانات المنوية لدى القوارض مع نظيره البشري، فإن هذه التقنيات قادرة على توفير نقطة انطلاق قوية للتطبيقات البشرية المستقبلية، إذ يرجع انعدام التطابق هذا إلى معدل التطور المرتفع للمسالك التناسلية الذكرية على وجه الخصوص.
قد يحقق التقدم في هذه التقنيات فوائدًا لمختلف فئات الرجال المصابين بالعقم، وخاصة أولئك غير القادرين على إنتاج الجاميت الحية. لا يستطيع هؤلاء الرجال الاستفادة من تقنيات استخراج الحيوانات المنوية الموجودة على سبيل المثال، بالإضافة إلى امتلاكهم خيارات قليلة أو معدومة في الوقت الحالي لإنتاج نسلهم الجيني.
من الجدير بالذكر أن الذكور الخاضعين سابقًا للعلاج الكيميائي أو الشعاعي في فترة ما قبل البلوغ قادرون على تحقيق فائدة محتملة من تكون الحيوانات المنوية في المختبر. لم يحظَ هؤلاء الأفراد بفرصة حفظ الحيوانات المنوية الحية عبر تقنيات الحفظ بالبرودة قبل خضوعهم لهذه الإجراءات، ما يجعل قدرتهم على توليد حيوانات منوية منحدرة جينيًا في وقت لاحق من حياتهم لا تقدر بثمن. تشمل الطرق القابلة للتطبيق (لدى هذه المجموعة أو غيرها) تحريض تكون الحيوانات المنوية في عينات الخصية المأخوذة من الفرد في فترة ما قبل البلوغ، أو، في حال عدم توفر عينات متاحة / قابلة للحياة، يمكن تطبيق طرق جديدة منطوية على التلاعب بتمايز الخلايا الجذعية ما يسمح بإنتاج الخلايا الجذعية المكونة للحيوانات المنوية «من الصفر»، باستخدام عينات الخلايا الجذعية البالغة.
تتمثل إحدى الطرق البديلة في إعادة زرع طعوم الأنسجة المحفوظة لدى المرضى الناجين من السرطان، لكن تترافق هذه التقنية مع مخاطر الجراحة، بالإضافة إلى خطر إعادة إدخال الخلايا الخبيثة. مع ذلك، حتى مع استخدام هذه التقنية، يسمح التقدم في تقنيات تكون الحيوانات المنوية في المختبر بتوسيع العينة والمراقبة من أجل ضمان جودة أنسجة الطعم وكميتها بشكل أفضل.
بالنسبة إلى الأفراد الذين يمتلكون مجموعة صحية أو محفوظة من الخلايا الجذعية المكونة للحيوانات المنوية لكنهم يفتقرون إلى البيئة الخلوية الداعمة، يمكن استخدام تقنية تكون الخلايا المنوية في المختبر بعد عملية زرع الخلايا الجذعية المكونة للحيوانات المنوية في نسيج متبرع سليم.
تشمل إحدى المجموعات الأخرى المرشحة لتقنية تكون الحيوانات المنوية في المختبر الأفراد المصابين بمشكلة جينية ما حائلة دون إنتاج النطاف. تستهدف هذه التقنية بشكل واضح أولئك غير القادرين على تطوير الخلايا الجذعية الحية المكونة للحيوانات المنوية، إلا أنها تشمل أيضًا مختلف الأفراد ذوي المستويات المختلفة من مشاكل تكون الحيوانات المنوية؛ خضع هؤلاء في السابق لحقن خلاياهم المنتشة غير مكتملة التطور في خليات بيضية، لكن لم يتجاوز معدل نجاح هذه العملية 3% لدى البشر.
أخيرًا، يمكن إجراء تطبيق تقنية تكون الحيوانات المنوية في المختبر باستخدام الخلايا الحيوانية أو البشرية بهدف تقييم تأثيرات الأدوية وسميتها قبل اختبارها في الجسم الحي.